# Hecalapona lineosa
Hecalapona lineosa är en insektsart som beskrevs av Henry Fairfield Osborn 1938. Hecalapona lineosa ingår i släktet Hecalapona och familjen dvärgstritar. Inga underarter finns listade i Catalogue of Life.